# Khathia Bâ
Khathia BA (sinh ngày 22 Tháng 10 năm 1990) là một người Senegal canoer chạy nước rút người thi đấu vào cuối những năm 2000. Tại Thế vận hội Mùa hè 2008 ở Bắc Kinh, cô đã bị loại trong sự kiện nóng bỏng của sự kiện K-1 500 m.